# 复制子
复制子（英語：Replicon）是指 DNA 分子或 RNA 分子中，含有一个复制起始点，能独立进行复制的最小功能单位，可为一个完整核酸分子或核酸分子上的某段区域。若核酸分子具有“多个”复制起始点，且均能独立复制，则此分子具有“多个”复制子。

## 原核生物
对于大多数原核生物的染色体来说，复制子就是整条染色体。古细菌中有一个例外：两个硫化叶菌属物种被证实有三个复制子。还有一些被发现有多个复制子的细菌的例子：类球红细菌（Rhodobacter sphaeroides） (2), 霍亂弧菌（Vibrio cholerae）和多噬伯克氏菌（Burkholderia multivorans）(3)。这些“次级”（或三级）染色体常被描述为介于一条染色体和一个质粒之间的分子，而且有时被称作“染色粒”。固氮螺菌属（Azospirillum）中的多个物种拥有7个复制子：例如生脂固氮螺菌（Azospirillum lipoferum）有1条染色体、5个染色粒和1个质粒。
质粒和噬菌体通常以一个复制子进行复制，但是格兰氏阴性菌中较大的质粒已被证实含有多个复制子。

## 真核生物
对于真核生物而言，每条染色体上都有很多个复制子。与之不同的是线粒体DNA 上只有两个复制子，分别从oriH（重链）和oriL（轻链）开始。